# East Lothian
East Lothian (Schots-Gaelisch: Lodainn an Ear) is een raadsgebied (council area), lieutenancy area en historische graafschap in het zuidoosten van Schotland met een oppervlakte van 679 km². De hoofdplaats is Haddington en het raadsgebied heeft 105.790 inwoners (2017).
Het historische graafschap East Lothian had tot 1921 de naam Haddingtonshire. Het raadsgebied ligt direct ten oosten van de Schotse hoofdstad Edinburgh.

## Plaatsen
- Aberlady, Athelstaneford, Auldhame
- Ballencrieff, Bolton
- Cockenzie
- Dunbar, Dirleton, Drem
- East Fortune, East Linton, East Saltoun, Elphinstone
- Fenton Barns
- Garvald, Gifford, Gladsmuir, Glenkinchie, Gullane
- Haddington, Humbie
- Innerwick
- Kingston
- Longniddry, Luffness
- Macmerry, Musselburgh
- North Berwick
- Ormiston
- Pencaitland
- Port Seton, Prestonpans
- Stenton, Scoughall
- Tranent
- Wallyford, West Barns, West Saltoun, Whitecraig, Whitekirk, Whittingehame

## Bezienswaardigheden
- Bass Rock, een vogelreservaat
- Dirleton Castle
- Doonhill Homestead, een nederzetting uit de 6e en 7e eeuw
- Dunglass Collegiate Church
- Hailes Castle
- North Berwick Law, een vulkaankegel
- Ormiston Market Cross
- Preston Market Cross
- Preston Tower
- Seton Collegiate Church
- St Martin's Kirk (Haddington)
- St Mary's Church (Haddington) met het Lauderdale Aisle

Aberdeen · Aberdeenshire · Angus · Argyll and Bute · City of Edinburgh · Clackmannanshire · Dumfries and Galloway · Dundee City · East Ayrshire · East Dunbartonshire · East Lothian · East Renfrewshire · Falkirk · Fife · Glasgow City · Highland · Inverclyde · Midlothian · Moray · Na h-Eileanan Siar (Buiten-Hebriden) · North Ayrshire · North Lanarkshire · Orkney Islands · Perth and Kinross · Renfrewshire · Scottish Borders · Shetland Islands · South Ayrshire · South Lanarkshire · Stirling · West Dunbartonshire · West Lothian
Zie ook: lieutenancy areas, de vroegere regio's en graafschappen